# Ewa Głowacka
Ewa Głowacka (ur. 1 maja 1953 w Warszawie, zm. 19 października 2020) – polska tancerka baletowa i pedagog.

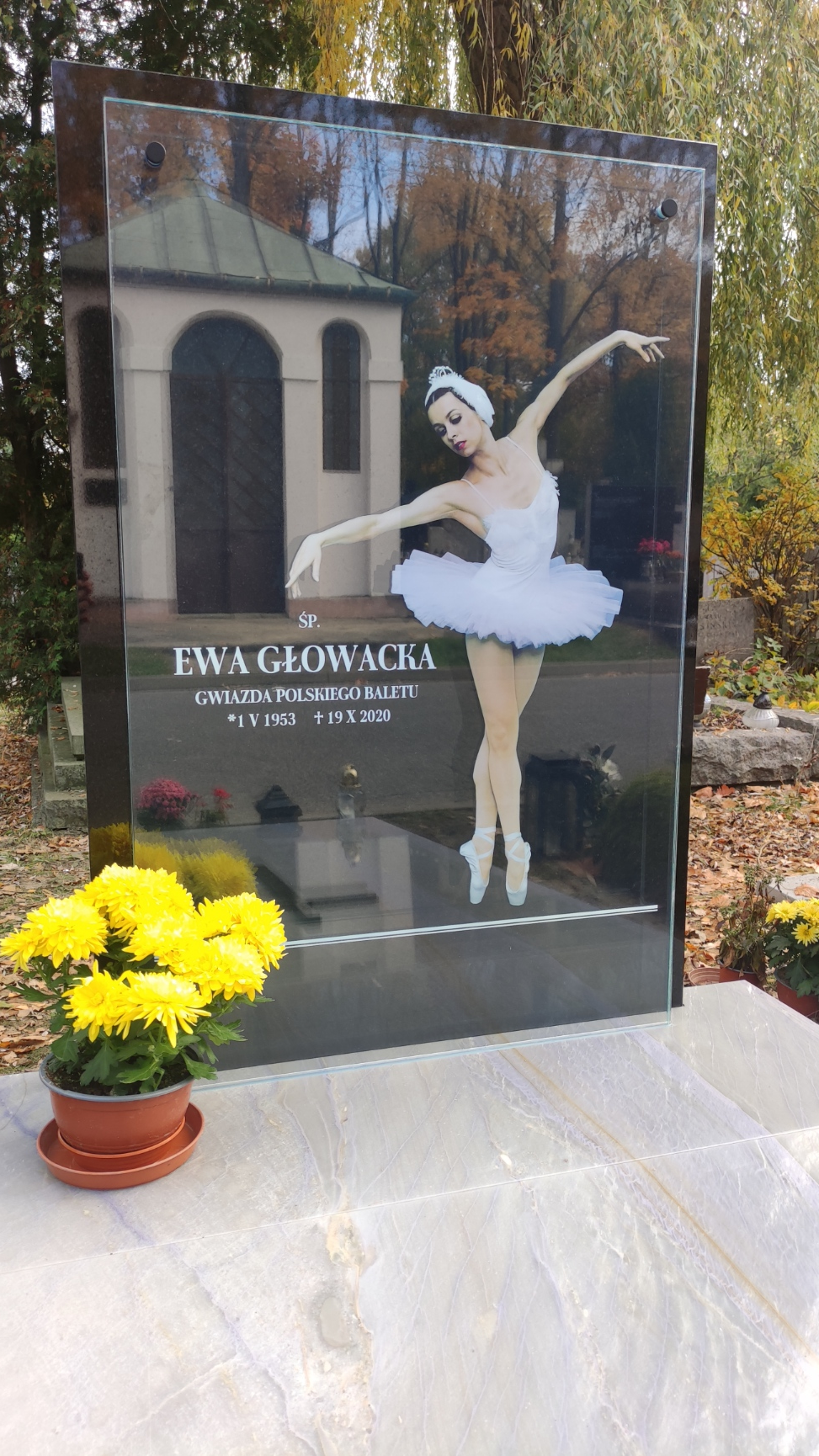
Grób Ewy Głowackiej na cmentarzu Powązki Wojskowe w Warszawie

## Życiorys
Była absolwentką Ogólnokształcącej Szkoły Baletowej im. Romana Turczynowicza w Warszawie. Od 1972 związana z zespołem baletowym Teatru Wielkiego w Warszawie. W latach 1977–1999 była jego pierwszą solistką, następnie pedagogiem gościnnym Polskiego Baletu Narodowego oraz zespołu baletowego Opery Nova w Bydgoszczy. Od 1998 była pedagożką Ogólnokształcącej Szkoły Baletowej w Warszawie.
Pochowana w Alei Zasłużonych na cmentarzu Powązki Wojskowe w Warszawie (kwatera GII-tuje-2).

## Role sceniczne
- Julia – opero-balet Julia i Romeo (reż. A. Hanuszkiewicz, chor. M. Bochenek, muz. B. Matuszczak, 1970),
- Gołąb – Beniowski J. Słowackiego (reż. A. Hanuszkiewicz, muz. A. Kurylewicz, 1971),
- Liza Woka – Salmo gioioso (chor. W. Gruca, muz. A. Bloch, 1972),
- Królowa Driad – Don Kichot (chor. trad. / A. Cziczinadze, muz. L. Minkus, 1973),
- Tancerka grupy I – Pożądanie (chor. J. Makarowski, muz. G. Bacewicz, 1973),
- Odaliska / Biała Kotka – Pan Twardowski (chor. W. Gruca, muz. L. Różycki, 1973),
- Łabędź – Jezioro łabędzie (chor. trad. / B. Chaliułow, muz. P. Czajkowski, 1973),
- Narzeczona – Jezioro łabędzie (chor. trad. / B. Chaliułow, muz. P. Czajkowski, 1973),
- Odetta-Odylia – Jezioro łabędzie (chor. trad. / B. Chaliułow, muz. P. Czajkowski, 1973),
- Wiara – Coppelia (A. Messerer, muz. L. Delibes, 1974),
- Królewna – Bardzo śpiąca królewna (chor. W. Gruca, muz. A. Bloch, 1974),
- Aili – Księżycowy renifer (chor. B. Cullberg, K. Rűsager,1975),
- solistka – Sylfidy (chor. M. Fokin / R. Kuzniecowa, muz. F. Chopin, 1976),
- Dziewczyna – Le Spectre de la rose (chor. M. Fokin / R. Kuzniecowa, muz. C. M. von Weber, 1975),
- Giselle – Giselle (chor. trad. / A. Gridin, I. Michajliczenko, 1976),
- Anna – Anna i Stanisław Oświęcimowie (chor. W. Gruca, muz. M. Karłowicz, 1976),
- Dziewczyna – Wariacje (chor. H. Konwiński, muz. B. Britten, 1978),
- solistka – Suite en blanc (chor. S. Lifar, muz. E. Lalo, 1978),
- Duch – Duch morza (chor. Yuriko, muz. T. Szeligowski, 1978),
- Pani – Place miast (chor. Yuriko, muz. A. Jarzębski, 1978),
- Nina – Maskarada (chor. W. Gruca, muz. A. Chaczaturian, 1979),
- Zobeida – Szeherezada (chor. M. Fokin / R. Kuzniecowa, muz. N. Rimski-Korsakow, 1979),
- solistka – Adagietto (chor. W. Jelizariew, muz. G. Mahler, 1979),
- Carmen – Carmen (chor. W. Jelizariew, muz. G. Bizet /R. Szczedrin, 1980),
- M-me Taglion – Grand pas de quatre (chor. A. Alonso, muz. C. Pugni, 1980),
- Consuelo – Popołudniowa sjesta (chor. A. Méndez, muz. E. Lecuona, 1980),
- Przyjaciółka – Fantazje (chor. E. Walter, muz. P. Czajkowski, 1981),
- Panna młoda – Harnasie (chor. T. Kujawa, muz. K. Szymanowski, 1983),
- Księżniczka Aurora / Wróżka Bzu – Śpiąca królewna (chor. trad. / P. Gusiew, muz. P. Czajkowski, 1983),
- Sylfida – Sylfida (chor. A. Bournonville, muz. H. Lovenskield, 1984),
- solistka – Miłość i ból, i świat, i marzenie (chor. J. Neumeier, muz. G. Mahler, 1984),
- Kobieta – Ostinatio determinare (chor. Z. Rudnicka, muz. J. Satanowski, 1985),
- solistka – Serenada (chor. G. Balanchine, muz. P. Czajkowski, 1985),
- Królowa Wschodu / Brylant – Pan Twardowski (chor. T. Kujawa, muz. L. Różycki, 1985),
- solistka – Adagio hammerklavier (chor. H. van Manen, muz. L. van Beethoven, 1986),
- Odetta-Odylia – Jezioro łabędzie (chor. trad./ K. Sergiejew, muz. P. Czajkowski, 1985)
- Eliza – Nienasycenie (chor. Z. Rudnicka, muz. T. Stańko, 1987),
- solistka – Wariacje „Don Juan” (chor. M. Béjart, muz. F. Chopin, 1989),
- Helena – Figle szatana (chor. W. Gruca, muz. S. Moniuszko, A. Minchheimer, R. Augustyn, 1990),
- Królowa śniegu – Dziadek do orzechów (chor. A. Glegolski, muz. P. Czajkowski, 1989),
- Pani T. – Gry (chor. E. Wesołowski, muz. C. Debussy, 1989), Dulcynea (Królowa Driad),
- Cyganka / Carmencita / Dulcynea – Don Kichot (chor. A. Glegolski, muz. L. Minkus, 1990),
- Hrabina Delfina Potocka – Muzy Chopina (chor. W. Wołk-Karaczewski, muz. F. Chopin, 1991),
- Muza – La caprice du sort (chor. Z. Rudnicka, muz. A. Salieri, 1992),
- Głos IV – Dies irae (chor. E. Wesołowski, muz. R. Maciejewski, 1993),
- Żona Putyfara – Legenda o Józefie (chor. E. Wesołowski, muz. R. Strauss, 1992),
- Księżna Medina Cel – La Gitana (chor. P. Lacotte, muz. J. Schmidt, D. Auber, J. Stefani, 1993),
- solistka – III Symfonia (chor. K. Pastor, muz. M. Górecki, 1994),
- Flora – Carmina burana (chor. A. Fodor, muz. C. Orff, 1995),
- Pani Capulet / Pani Monteki – Romeo i Julia (chor. E. Wesołowski, muz. S. Prokofiew, 1996),
- Królowa – Śpiąca królewna (chor. trad. / J. Grigorowicz, muz. P. Czajkowski, 1996),
- Gradisca – La dolce vita (chor. Z. Rudnicka, muz. N. Rota, 2000),
- Księżna, matka Zygfryda – Jeziorzo łabędzie (chor. trad. I. Muchamiedow, muz. P. Czajkowski, 2001),
- Hrabina Wronska – Anna Karenina (chor. A. Ratmansky, muz. R. Szczedrin, 2008),
- Babcia Klary – Dziadek do orzechów (chor. T. van Schayk, W. Eagling, muz. P. Czajkowski, 2011).

Źródło.

## Nagrody i odznaczenia
- 1979: Grand Prix III Ogólnopolskiego Konkursu Tańca w Gdańsku
- 1980: III Międzynarodowy Konkurs Baletu Klasycznego - VIII nagroda (z Tadeuszem Mataczem), Osaka (Japonia)
- 1985: Nagroda Artystyczna Młodych im. Stanisława Wyspiańskiego za osiągnięcia artystyczne a szczególnie za rolę Sylfidy w balecie "La Sylphide" w Teatrze Wielkim
- 1985: Nagroda MKiS I stopnia
- 1989: Złota odznaka honorowa „Za Zasługi dla Warszawy”  (1989)[6]
- 2001: Medal Niżyńskiego
- 2001: Statuetka Terpsychory za całokształt osiągnięć artystycznych
- 2005: Srebrny Medal "Zasłużony Kulturze - Gloria Artis"

Źródło.